# جسر تاين
جسر تاين (بالإنجليزيّة: Tyne Bridge) هو جسر قوسي نفقي مُخصَّص للمشاة والدرّاجات والمركبات، يقطع نهر تاين في مقاطعة تاين ووير في إنجلترا، المملكة المتحدة حيث يربط بين مدينتيّ نيوكاسل أبون تاين وغيتسهيد عبر طريق A167. قام الملك جورج الخامس بافتتاحه رسميًا في عام 1928 ليكون رمزًا لمنطقة تاينسايد المحيطة به منذ ذلك الحين.

## التصميم
لقد قام مكتب موت هاي آند أندرسن الهندسي بتصميم الجسر، الذي صمّم لاحقًا جسر فورث رود على خور فورث. كما قامت شركة دورمان لونغ ببنائه حسب تفاصيل هندسيّة، حيث تم البدء في بنائه سنة 1925، وقد استمر العمل لثلاثة سنوات. ويبلغ الطول الإجمالي للجسر 389 متر (1,276 قدم)، وطول مسافة القوس 161.8 متر (531 قدم) وأعلى القوس 55 متر (180 قدم) والوضوح 26 متر (85 قدم) والارتفاع 59 متر (194 قدم) والعرض 17.08 متر (56.0 قدم) والهيكل الحديدي 7,122 طن.

## صور

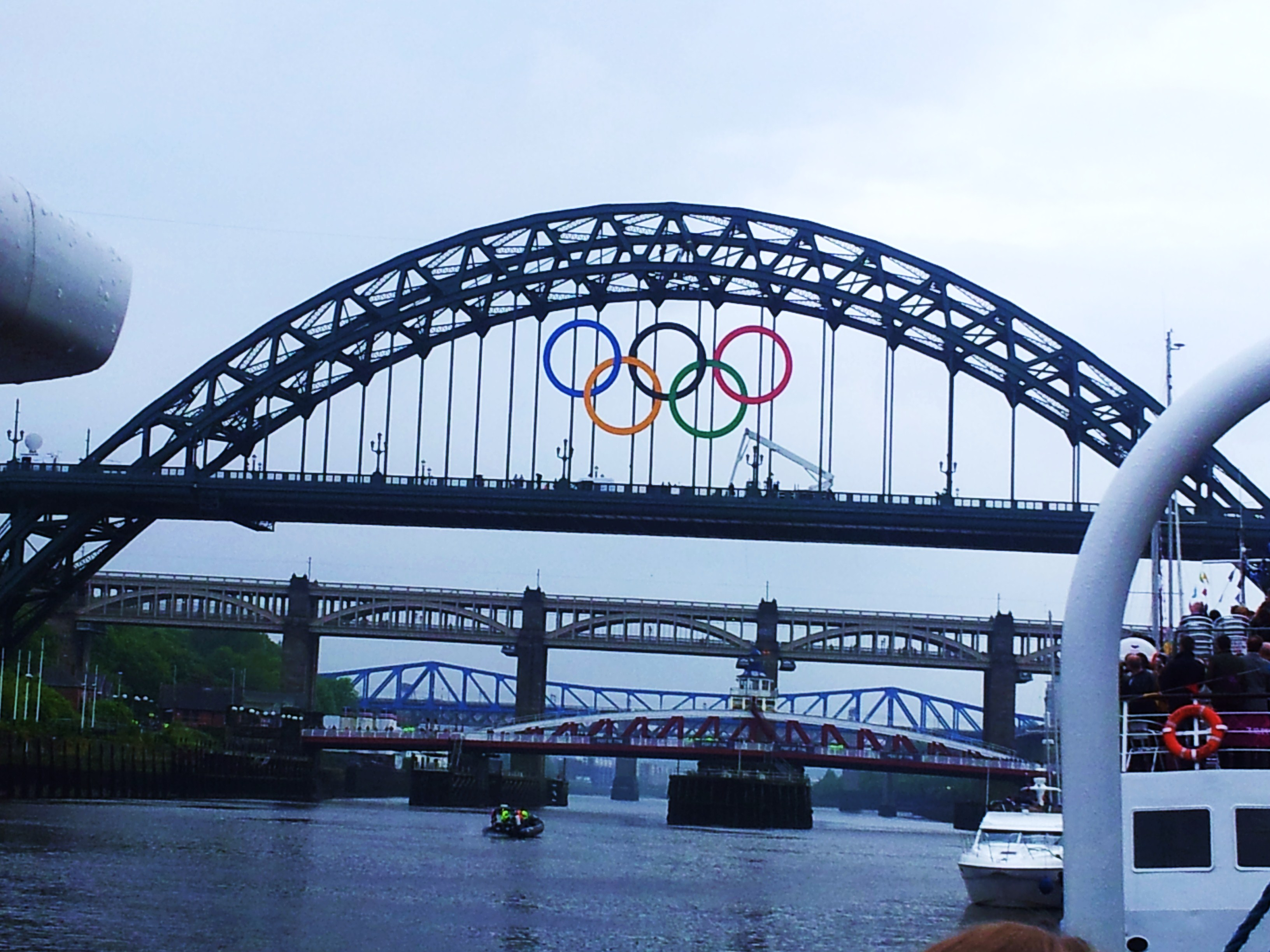
الحلقات الأولمبية على الجسر 2012
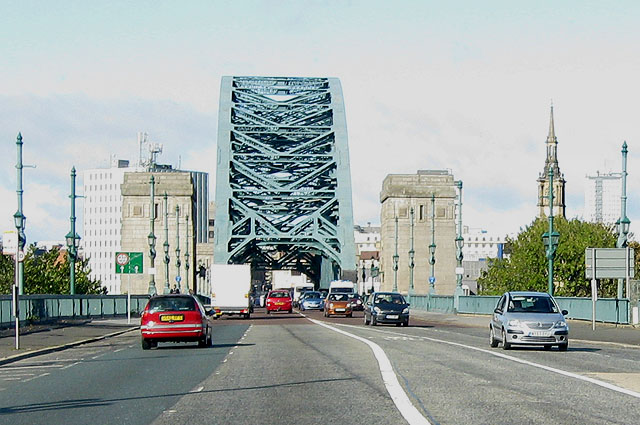
مدخل الجسر
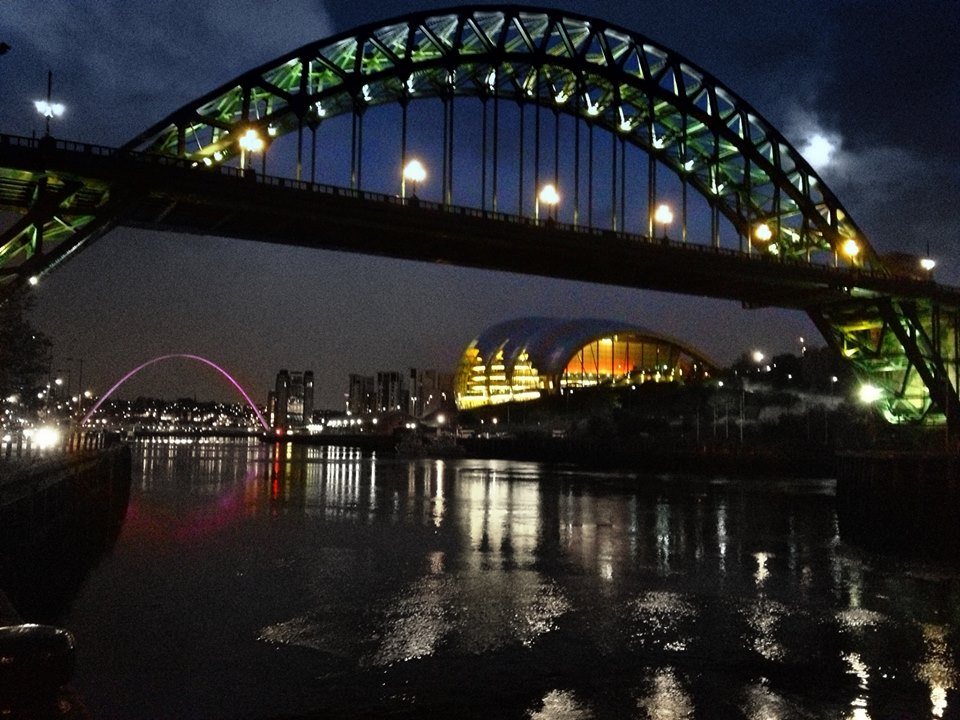
الجسر ليلاً

## وصلات خارجية
- قاعدة بيانات: جسور على التاين، الخط الزمني الهندسي، و جسر تاين  على موقع ستركتر

- مقالات: مقالة عن جسر التاين في بي بي سي (بالإنجليزية)

صور
- صور تاريخية: مجموعة شركة دورمان لونغ، صور لمدينة غيتسهيد
- صور جوية: بريطانيا من فوق - صور جويّة للجسر تحت الإنشاء ولاحقًا في ثلاثينات القرن العشرين
- صور جسور التاين: بيتر لاود
- فيديو: فيلم عن جسر التاين من بي بي سي